# Sperata aorella
Sperata aorella е вид лъчеперка от семейство Bagridae. Видът не е застрашен от изчезване.

## Разпространение
Разпространен е в Бангладеш и Индия (Западна Бенгалия).